# 諾門塔納門

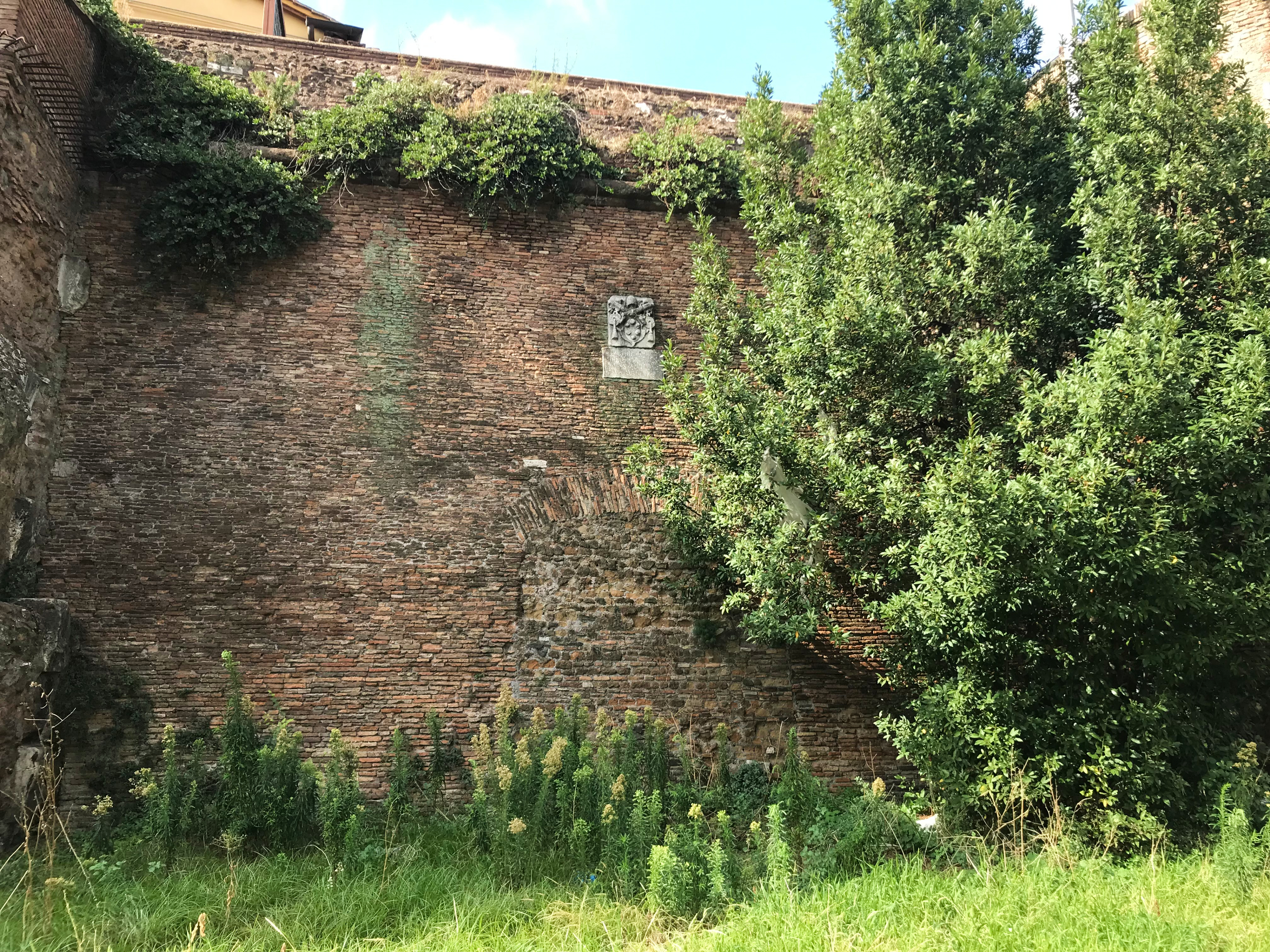
諾門塔納門

諾門塔納門（Porta Nomentana）是義大利羅馬奧勒良城牆的城門之一。這座城門位於庇亞門以東約70米處。現在這座城門的大部分是英國駐義大利大使館的外牆。

## 外部連結
- Porta Nomentana （页面存档备份，存于）

41°54′30.82″N 12°30′7.61″E / 41.9085611°N 12.5021139°E